# Adolf von Heerwart
Adolf Heerwart, ab 1895 von Heerwart, (* 20. Juli 1828 in Eisenach; † 19. November 1899 in Jena) war ein deutscher Politiker.

## Leben
Als Sohn eines Richters geboren, studierte Heerwart nach Privatunterricht und dem Besuch des Gymnasiums in Eisenach Rechtswissenschaften in Jena. Während seines Studiums wurde er 1846 Mitglied der Burschenschaft Teutonia Jena. Er nahm 1848 am Wartburgfest teil und besuchte einige Sitzungen des Paulkirchenparlaments in Frankfurt am Main. Er war ein überzeugter Befürworter der Revolution von 1848/1849. Im Wintersemester 1848/49 setzte er sein Studium in Heidelberg fort und ging zum Wintersemester 1849/50 erneut nach Jena. 1850 und 1852 legte er seine Staatsexamen in Weimar ab. In dieser Zeit wurde er auch zum Dr. iur. promoviert.
Ab 1851 war er als Akzessist und dann als Auditor bei den Justizbehörden in Eisenach tätig. Im Anschluss war er von 1855 bis 1858 als Praktikant beim Generalinspektor des Thüringischen Zoll- und Handelsvereins in Erfurt tätig. 1856 nahm er an der 12. Generalkonferenz des Zollvereins als Protokollant teil. 1858 wurde er Finanzassessor und 1860 Finanzrat. In Weimar leitete er einige Zeit das Goethestift und verkehrte im Salon der Fürstin Wittgenstein und Liszts auf der Altenburg. 1869 unternahm er mit Weimarer Künstlern eine Italienreise. Von 1858 bis 1881 war er Referent, und Vortragender Rat im Finanzdepartement des Weimarer Staatsministeriums. 1868 besuchte ihm Carl Schurz in Weimar. Heerwart war ständiger Kommissar beim Preußischen Landtag in Berlin. 1869 wurde er in den Zollbundesrat aufgenommen und war für Reuß ältere Linie Stellvertretender Bevollmächtigter zum Bundesrat in Berlin; ab 1872 für Sachsen-Weimar und von 1880 bis 1898 für sechs thüringische Staaten. In dieser Zeit unterhielt er durch die aus Weimar stammende Kaiserin Augusta von Sachsen-Weimar-Eisenach enge Beziehungen zum kaiserlichen Hof. 1872 wurde er zum Geheimen Finanzrat ernannt, 1881 zum Geheimen Legationsrat. 1881 zog er nach Berlin und wurde zum Ständigen stellvertretenden Vorsitzenden bei dem Bundesrate des Deutschen Reiches mit Wohnsitz in Berlin ernannt. 1883 wurde er Staatsrat. 1884 nahm er an der Grundsteinlegung des Berliner Reichstagsgebäudes und 1888 an dessen Eröffnung teil. Er wurde von Anton von Werner in Diplomatenuniform auf einem zu diesem Ereignis geschaffenen Werk verewigt.

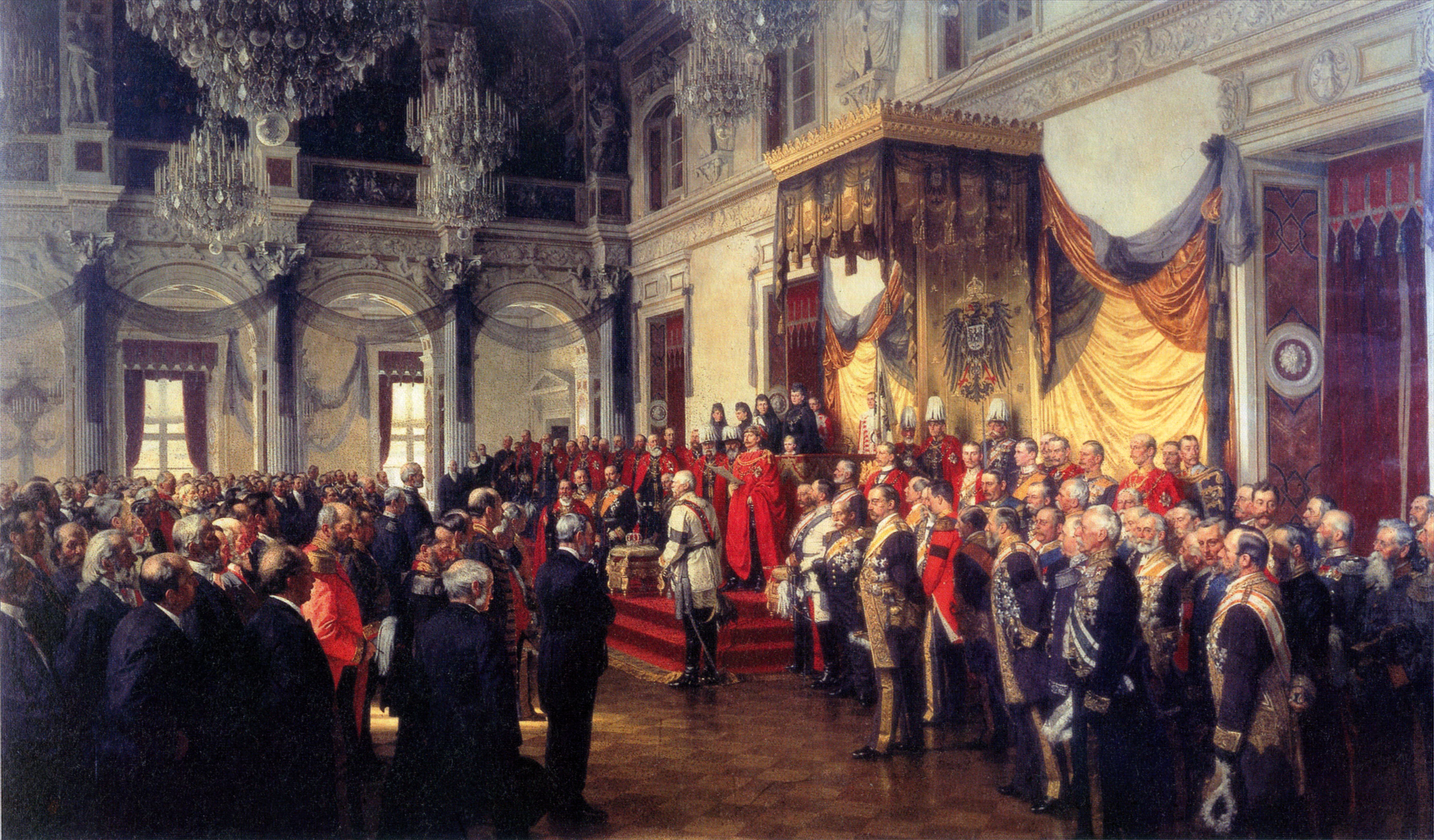
Anton von Werner: Reichstagseröffnung (1888)

1884 wurde er Mitglied des Reichsversicherungsamtes. 1887 lehnte er ein Ministeramt in Sachsen-Coburg und Gotha ab. 1887 wurde er Geheimer und 1891 Wirklicher Geheimer Staatsrat mit dem Prädikat Exzellenz ernannt. 1899 ging er aufgrund einer Erkrankung in den Ruhestand, an der er kurz darauf starb.
Er war der Schwiegervater von Wilhelm Rein.

## Ehrungen
- 1895: Hausorden vom Weißen Falken, Großkreuz, verbunden mit dem erblichen Adel
- Ernestinischer Hausorden, Großkreuz

## Veröffentlichungen
- Probe-Relation aus Zivilakten. Dissertation um 1850.